# Klubowy Puchar Europy w szachach (2016)
2016 – trzydziesty drugi sezon Klubowego Pucharu Europy w szachach. Rozgrywki odbyły się w Nowym Sadzie w dniach 6–12 listopada 2016 roku. Tytuł zdobył macedoński Alkaloid Skopje.

## Format rozgrywek
Turniej odbywał się systemem szwajcarskim na dystansie siedmiu rund. W przypadku identycznej liczby punktów decydował system Sonneborna-Bergera, a przy dalszej równości – łączna liczba punktów uzyskanych przez zawodników.

## Uczestnicy
W nawiasie podano średni ranking Elo. Źródło: OlimpBase

- Butrinti Saranda (1818)
- Cheddleton & Leek Chess Club (2488)
- White Rose Chess Club (2231)
- SC MPÖ Maria Saal (2445)
- Odlar Yurdu (2669)
- CE Fontainois (2254)
- K Gentse SRL (2397)
- KSK 47 Eynatten (2412)
- KSK Rochade Eupen-Kelmis (2339)
- AVE Nový Bor (2713)
- Brønshøj SF (2233)
- SK Nordkalotten (2281)
- Team Nordea Skanderborg (2257)
- Salon SK (2286)
- Tammer-Shakki (2291)
- SA Chania (2144)
- Kennemer Combinatie (2355)
- LSG IntelliMagic (2440)
- SC En Passant (2342)
- Sissa Groningen (2308)
- Gonzaga Chess Club (2113)
- Trinity College Dublin Chess Club (2045)
- Ashdod City Club (2676)
- Beer Sheva Chess Club (2563)
- Ežerėlio vaivorykštė Kowno (2248)
- De Sprénger Echternach (2074)
- Gambit Bonnevoie (2284)
- The Smashing Pawns Bieles (2300)
- Alkaloid Skopje (2730)
- Gambit-Aseko Skopje (2356)
- Perfect (2327)
- CE Monte-Carlo (2209)
- SF Berlin 1903 (2347)
- Werder Brema (2471)
- Oslo SS (2357)
- Schakklubben av 1911 (2246)
- Vålerenga SK (2543)
- Ładja Kazań (2561)
- Miednyj Wsadnik Petersburg (2713)
- Sibir Nowosybirsk (2744)
- SzSM Legacy Square Moskwa (2675)
- Żiguli Samara (2569)
- AEM Luxten Timișoara (2496)
- CȘM Baia Mare (2473)
- Itaka Belgrad (2533)
- Jelica Goračići (2413)
- OŠK Paraćin (2354)
- ŠK Crvena zvezda (2397)
- VŠK Sveti Nikolaj Srpski Valjevo (2681)
- ŠK Dunajská Streda (2444)
- ŠK Modra (2307)
- Edinburgh Chess Club (2156)
- CE Genève (2331)
- SG Riehen (2464)
- SG Zürich (2508)
- SK Rockaden Stockholm (2409)
- Hatay Büyükşehir Belediyespor (1799)
- LugPokerChess Ługańsk (2261)
- Abergavenny Chess Club (2056)
- Cardigan Chess Club (2006)
- DLF Steinitz Roma (2219)
- Obiettivo Risarcimento Padova (2725)

## Rozgrywki

### Runda 1
Źródło: OlimpBase
6 listopada 2016
| Oslo SS – Sibir Nowosybirsk 1:5                                 |
| Alkaloid Skopje – SF Berlin 1903 5:1                            |
| SC En Passant – Obiettivo Risarcimento Padova ½:5½              |
| Miednyj Wsadnik Petersburg – KSK Rochade Eupen-Kelmis 5½:½      |
| CE Genève – AVE Nový Bor ½:5½                                   |
| VŠK Sveti Nikolaj Srpski Valjevo – Perfect 6:0                  |
| Sissa Groningen – Ashdod City Club 1½:4½                        |
| SzSM Legacy Square Moskwa – ŠK Modra 5½:½                       |
| The Smashing Pawns Bieles – Odlar Yurdu 0:6                     |
| Żiguli Samara – Tammer-Shakki 4½:1½                             |
| Salon SK – Ładja Kazań 1:5                                      |
| Beer Sheva Chess Club – SK Nordkalotten 5:1                     |
| Gambit Bonnevoie – Vålerenga SK 0:6                             |
| Itaka Belgrad – LugPokerChess Ługańsk 5:1                       |
| Team Nordea Skanderborg – SG Zürich ½:5½                        |
| AEM Luxten Timișoara – CE Fontainois 5½:½                       |
| Ežerėlio vaivorykštė Kowno – Cheddleton & Leek Chess Club 2½:3½ |
| CȘM Baia Mare – Schakklubben av 1911 4½:1½                      |
| Brønshøj SF – Werder Brema 1:5                                  |
| SG Riehen – White Rose Chess Club 5:1                           |
| DLF Steinitz Roma – ŠK Dunajská Streda 1:5                      |
| SC MPÖ Maria Saal – CE Monte-Carlo 5:1                          |
| Edinburgh Chess Club – LSG IntelliMagic 1:5                     |
| Jelica Goračići – SA Chania 4½:1½                               |
| Gonzaga Chess Club – KSK 47 Eynatten 1:5                        |
| SK Rockaden Stockholm – De Sprénger Echternach 5:1              |
| Abergavenny Chess Club – ŠK Crvena zvezda ½:5½                  |
| K Gentse SRL – Trinity College Dublin Chess Club 6:0            |
| Cardigan Chess Club – Gambit-Aseko Skopje 0:6                   |
| Kennemer Combinatie – Butrinti Saranda 5:1                      |
| Hatay Büyükşehir Belediyespor – OŠK Paraćin 0:6                 |

### Runda 2
Źródło: OlimpBase
7 listopada 2016
| Odlar Yurdu – Beer Sheva Chess Club 3:3                   |
| Vålerenga SK – Itaka Belgrad 3:3                          |
| Ładja Kazań – VŠK Sveti Nikolaj Srpski Valjevo 2:4        |
| Gambit-Aseko Skopje – SG Riehen 3:3                       |
| Werder Brema – K Gentse SRL 3½:2½                         |
| OŠK Paraćin – ŠK Dunajská Streda 3:3                      |
| Obiettivo Risarcimento Padova – SC MPÖ Maria Saal 5½:½    |
| Ashdod City Club – AEM Luxten Timișoara 4½:1½             |
| LSG IntelliMagic – Miednyj Wsadnik Petersburg 1½:4½       |
| SK Rockaden Stockholm – SzSM Legacy Square Moskwa ½:5½    |
| SG Zürich – Kennemer Combinatie 5½:½                      |
| AVE Nový Bor – KSK 47 Eynatten 5½:½                       |
| ŠK Crvena zvezda – Żiguli Samara ½:5½                     |
| Sibir Nowosybirsk – CȘM Baia Mare 4:2                     |
| Jelica Goračići – Alkaloid Skopje ½:5½                    |
| Cheddleton & Leek Chess Club – Sissa Groningen 5½:½       |
| De Sprénger Echternach – Ežerėlio vaivorykštė Kowno 2½:3½ |
| Tammer-Shakki – Butrinti Saranda 4½:1½                    |
| Schakklubben av 1911 – SC En Passant 2:4                  |
| SA Chania – KSK Rochade Eupen-Kelmis 3:3                  |
| SF Berlin 1903 – ŠK Modra 3:3                             |
| CE Genève – Oslo SS 2:4                                   |
| Perfect – Brønshøj SF 3:3                                 |
| SK Nordkalotten – CE Fontainois 2½:3½                     |
| LugPokerChess Ługańsk – Abergavenny Chess Club 5:1        |
| White Rose Chess Club – The Smashing Pawns Bieles 1½:4½   |
| Gambit Bonnevoie – DLF Steinitz Roma 4:2                  |
| Team Nordea Skanderborg – Salon SK 2½:3½                  |
| Cardigan Chess Club – Edinburgh Chess Club 2½:3½          |
| CE Monte-Carlo – Trinity College Dublin Chess Club 4:2    |
| Hatay Büyükşehir Belediyespor – Gonzaga Chess Club 1½:4½  |

### Runda 3
Źródło: OlimpBase
8 listopada 2016
| VŠK Sveti Nikolaj Srpski Valjevo – Obiettivo Risarcimento Padova 3½:2½ |
| SzSM Legacy Square Moskwa – Sibir Nowosybirsk 2½:3½                    |
| Ashdod City Club – SG Zürich 3:3                                       |
| Żiguli Samara – AVE Nový Bor 4:2                                       |
| Alkaloid Skopje – Cheddleton & Leek Chess Club 5½:½                    |
| Miednyj Wsadnik Petersburg – Werder Brema 4½:1½                        |
| Itaka Belgrad – Odlar Yurdu 1:5                                        |
| Beer Sheva Chess Club – Vålerenga SK 3:3                               |
| ŠK Dunajská Streda – Gambit-Aseko Skopje 3½:2½                         |
| SG Riehen – OŠK Paraćin 4:2                                            |
| K Gentse SRL – SK Rockaden Stockholm 3½:2½                             |
| Ežerėlio vaivorykštė Kowno – Salon SK 3½:2½                            |
| Kennemer Combinatie – Ładja Kazań ½:5½                                 |
| CȘM Baia Mare – Jelica Goračići 4½:1½                                  |
| AEM Luxten Timișoara – Gonzaga Chess Club 6:0                          |
| Oslo SS – LSG IntelliMagic 3½:2½                                       |
| SC En Passant – Tammer-Shakki 3:3                                      |
| The Smashing Pawns Bieles – LugPokerChess Ługańsk 3½:2½                |
| CE Monte-Carlo – ŠK Crvena zvezda 1½:4½                                |
| KSK 47 Eynatten – Gambit Bonnevoie 5½:½                                |
| SC MPÖ Maria Saal – Edinburgh Chess Club 5½:½                          |
| CE Fontainois – SA Chania 5:1                                          |
| KSK Rochade Eupen-Kelmis – SF Berlin 1903 2½:3½                        |
| ŠK Modra – Brønshøj SF 4:2                                             |
| SK Nordkalotten – Perfect 4:2                                          |
| Sissa Groningen – Team Nordea Skanderborg 3:3                          |
| Butrinti Saranda – De Sprénger Echternach 2½:3½                        |
| Schakklubben av 1911 – Cardigan Chess Club 5½:½                        |
| Trinity College Dublin Chess Club – DLF Steinitz Roma 2:4              |
| White Rose Chess Club – Hatay Büyükşehir Belediyespor 2:4              |
| Abergavenny Chess Club – CE Genève 3:3                                 |

### Runda 4
Źródło: OlimpBase
9 listopada 2016
| Żiguli Samara – Alkaloid Skopje 2½:3½                             |
| VŠK Sveti Nikolaj Srpski Valjevo – Miednyj Wsadnik Petersburg 1:5 |
| Sibir Nowosybirsk – Odlar Yurdu 3:3                               |
| ŠK Dunajská Streda – Ashdod City Club ½:5½                        |
| SG Zürich – SG Riehen 3:3                                         |
| Obiettivo Risarcimento Padova – ŠK Crvena zvezda 5½:½             |
| AVE Nový Bor – Werder Brema 5:1                                   |
| SC MPÖ Maria Saal – SzSM Legacy Square Moskwa 1½:4½               |
| Cheddleton & Leek Chess Club – AEM Luxten Timișoara 2:4           |
| Oslo SS – Beer Sheva Chess Club 1½:4½                             |
| Ładja Kazań – Ežerėlio vaivorykštė Kowno 6:0                      |
| Vålerenga SK – KSK 47 Eynatten 3:3                                |
| The Smashing Pawns Bieles – CȘM Baia Mare ½:5½                    |
| CE Fontainois – K Gentse SRL 1½:4½                                |
| Gambit-Aseko Skopje – Tammer-Shakki 4:2                           |
| OŠK Paraćin – SF Berlin 1903 3:3                                  |
| SC En Passant – Itaka Belgrad 3½:2½                               |
| LSG IntelliMagic – ŠK Modra 5½:½                                  |
| Gonzaga Chess Club – SK Nordkalotten 2½:3½                        |
| Salon SK – CE Monte-Carlo 3½:2½                                   |
| LugPokerChess Ługańsk – Gambit Bonnevoie 3:3                      |
| Jelica Goračići – Schakklubben av 1911 4:2                        |
| Edinburgh Chess Club – SK Rockaden Stockholm 2½:3½                |
| De Sprénger Echternach – Hatay Büyükşehir Belediyespor 3:3        |
| DLF Steinitz Roma – Kennemer Combinatie 3½:2½                     |
| Perfect – KSK Rochade Eupen-Kelmis 3½:2½                          |
| Brønshøj SF – Abergavenny Chess Club 4½:1½                        |
| CE Genève – Sissa Groningen 1½:4½                                 |
| SA Chania – Team Nordea Skanderborg 3:3                           |
| Cardigan Chess Club – White Rose Chess Club 1½:4½                 |
| Butrinti Saranda – Trinity College Dublin Chess Club 2½:3½        |

### Runda 5
Źródło: OlimpBase
10 listopada 2016
| Alkaloid Skopje – Miednyj Wsadnik Petersburg 3½:2½         |
| Ashdod City Club – Sibir Nowosybirsk 2½:3½                 |
| Ładja Kazań – Żiguli Samara 1½:4½                          |
| AEM Luxten Timișoara – Obiettivo Risarcimento Padova 1½:4½ |
| Odlar Yurdu – SG Riehen 5:1                                |
| CȘM Baia Mare – AVE Nový Bor ½:5½                          |
| SzSM Legacy Square Moskwa – K Gentse SRL 5:1               |
| Beer Sheva Chess Club – SG Zürich 3½:2½                    |
| Gambit-Aseko Skopje – VŠK Sveti Nikolaj Srpski Valjevo 1:5 |
| Vålerenga SK – SC En Passant 4½:1½                         |
| KSK 47 Eynatten – ŠK Dunajská Streda 1½:4½                 |
| Salon SK – OŠK Paraćin 1½:4½                               |
| Werder Brema – Oslo SS 5:1                                 |
| LSG IntelliMagic – Jelica Goračići 3½:2½                   |
| SK Rockaden Stockholm – DLF Steinitz Roma 4:2              |
| Cheddleton & Leek Chess Club – CE Fontainois 5:1           |
| SF Berlin 1903 – SC MPÖ Maria Saal 3:3                     |
| SK Nordkalotten – The Smashing Pawns Bieles 1½:4½          |
| ŠK Crvena zvezda – Ežerėlio vaivorykštė Kowno 4½:1½        |
| Tammer-Shakki – Perfect 2½:3½                              |
| Gambit Bonnevoie – Itaka Belgrad 0:6                       |
| ŠK Modra – De Sprénger Echternach 4½:1½                    |
| Sissa Groningen – LugPokerChess Ługańsk 2½:3½              |
| Hatay Büyükşehir Belediyespor – Brønshøj SF ½:5½           |
| Schakklubben av 1911 – SA Chania 2:4                       |
| Team Nordea Skanderborg – Kennemer Combinatie 3:3          |
| CE Monte-Carlo – Gonzaga Chess Club 2½:3½                  |
| White Rose Chess Club – Edinburgh Chess Club 3½:2½         |
| Trinity College Dublin Chess Club – CE Genève ½:5½         |
| KSK Rochade Eupen-Kelmis – Butrinti Saranda 6:0            |
| Abergavenny Chess Club – Cardigan Chess Club 3½:2½         |

### Runda 6
Źródło: OlimpBase
11 listopada 2016
| Sibir Nowosybirsk – Alkaloid Skopje 3:3                       |
| Miednyj Wsadnik Petersburg – Beer Sheva Chess Club 5:1        |
| Obiettivo Risarcimento Padova – Odlar Yurdu 3:3               |
| Żiguli Samara – SzSM Legacy Square Moskwa 1½:4½               |
| AVE Nový Bor – VŠK Sveti Nikolaj Srpski Valjevo 2½:3½         |
| Ashdod City Club – Vålerenga SK 5:1                           |
| ŠK Dunajská Streda – Ładja Kazań 2½:3½                        |
| SG Zürich – Cheddleton & Leek Chess Club 5:1                  |
| ŠK Crvena zvezda – CȘM Baia Mare 3:3                          |
| Werder Brema – AEM Luxten Timișoara 3:3                       |
| OŠK Paraćin – SK Rockaden Stockholm 3½:2½                     |
| SG Riehen – LSG IntelliMagic 2½:3½                            |
| K Gentse SRL – The Smashing Pawns Bieles 2½:3½                |
| Itaka Belgrad – KSK 47 Eynatten 3:3                           |
| SF Berlin 1903 – Gambit-Aseko Skopje 1:5                      |
| Brønshøj SF – SC En Passant 3:3                               |
| LugPokerChess Ługańsk – Perfect 4½:1½                         |
| ŠK Modra – SC MPÖ Maria Saal 0:6                              |
| SK Nordkalotten – Salon SK 1½:4½                              |
| DLF Steinitz Roma – Oslo SS 2:4                               |
| CE Fontainois – Jelica Goračići 2:4                           |
| Ežerėlio vaivorykštė Kowno – SA Chania 2½:3½                  |
| Gonzaga Chess Club – White Rose Chess Club 3½:2½              |
| De Sprénger Echternach – Tammer-Shakki 1:5                    |
| Kennemer Combinatie – KSK Rochade Eupen-Kelmis 3:3            |
| Abergavenny Chess Club – Sissa Groningen 0:6                  |
| Hatay Büyükşehir Belediyespor – Team Nordea Skanderborg 1½:4½ |
| CE Genève – Gambit Bonnevoie 4½:1½                            |
| Edinburgh Chess Club – CE Monte-Carlo 2½:3½                   |
| Trinity College Dublin Chess Club – Schakklubben av 1911 1:5  |
| Butrinti Saranda – Cardigan Chess Club 3:3                    |

### Runda 7
Źródło: OlimpBase
12 listopada 2016
| Alkaloid Skopje – SzSM Legacy Square Moskwa 3:3             |
| Miednyj Wsadnik Petersburg – Sibir Nowosybirsk 3:3          |
| Odlar Yurdu – VŠK Sveti Nikolaj Srpski Valjevo 3½:2½        |
| Obiettivo Risarcimento Padova – Ashdod City Club 2½:3½      |
| The Smashing Pawns Bieles – Żiguli Samara 1:5               |
| OŠK Paraćin – AVE Nový Bor ½:5½                             |
| LSG IntelliMagic – SG Zürich 2½:3½                          |
| Beer Sheva Chess Club – Ładja Kazań 2:4                     |
| AEM Luxten Timișoara – CȘM Baia Mare 4:2                    |
| SC MPÖ Maria Saal – Werder Brema 1½:4½                      |
| Vålerenga SK – ŠK Dunajská Streda 2½:3½                     |
| Gambit-Aseko Skopje – LugPokerChess Ługańsk 2½:3½           |
| Itaka Belgrad – ŠK Crvena zvezda 2:4                        |
| SA Chania – SG Riehen 2:4                                   |
| KSK 47 Eynatten – K Gentse SRL 3½:2½                        |
| Jelica Goračići – Gonzaga Chess Club 5½:½                   |
| Oslo SS – Cheddleton & Leek Chess Club 2½:3½                |
| SC En Passant – SK Rockaden Stockholm 2:4                   |
| Salon SK – Brønshøj SF 3:3                                  |
| Sissa Groningen – SF Berlin 1903 3½:2½                      |
| Tammer-Shakki – Team Nordea Skanderborg 4:2                 |
| Perfect – CE Genève 4:2                                     |
| Schakklubben av 1911 – ŠK Modra 3:3                         |
| White Rose Chess Club – SK Nordkalotten 1½:4½               |
| Ežerėlio vaivorykštė Kowno – Kennemer Combinatie 2½:3½      |
| CE Monte-Carlo – CE Fontainois 2:4                          |
| KSK Rochade Eupen-Kelmis – DLF Steinitz Roma 3½:2½          |
| Gambit Bonnevoie – Hatay Büyükşehir Belediyespor 5:1        |
| De Sprénger Echternach – Abergavenny Chess Club 2:4         |
| Edinburgh Chess Club – Butrinti Saranda 3:3                 |
| Cardigan Chess Club – Trinity College Dublin Chess Club 2:4 |

## Klasyfikacja
Źródło: OlimpBase
| Msc | Zespół                            | M | W | R | P | Pkt |
| --- | --------------------------------- | - | - | - | - | --- |
| 1   | Alkaloid Skopje                   | 7 | 5 | 2 | 0 | 12  |
| 2   | Miednyj Wsadnik Petersburg        | 7 | 5 | 1 | 1 | 11  |
| 3   | SzSM Legacy Square Moskwa         | 7 | 5 | 1 | 1 | 11  |
| 4   | Ashdod City Club                  | 7 | 5 | 1 | 1 | 11  |
| 5   | Odlar Yurdu                       | 7 | 4 | 3 | 0 | 11  |
| 6   | Sibir Nowosybirsk                 | 7 | 4 | 3 | 0 | 11  |
| 7   | Żiguli Samara                     | 7 | 5 | 0 | 2 | 10  |
| 8   | AVE Nový Bor                      | 7 | 5 | 0 | 2 | 10  |
| 9   | VŠK Sveti Nikolaj Srpski Valjevo  | 7 | 5 | 0 | 2 | 10  |
| 10  | SG Zürich                         | 7 | 4 | 2 | 1 | 10  |
| 11  | Ładja Kazań                       | 7 | 5 | 0 | 2 | 10  |
| 12  | Obiettivo Risarcimento Padova     | 7 | 4 | 1 | 2 | 9   |
| 13  | AEM Luxten Timișoara              | 7 | 4 | 1 | 2 | 9   |
| 14  | Werder Brema                      | 7 | 4 | 1 | 2 | 9   |
| 15  | ŠK Dunajská Streda                | 7 | 4 | 1 | 2 | 9   |
| 16  | LugPokerChess Ługańsk             | 7 | 4 | 1 | 2 | 9   |
| 17  | ŠK Crvena zvezda                  | 7 | 4 | 1 | 2 | 9   |
| 18  | Beer Sheva Chess Club             | 7 | 3 | 2 | 2 | 8   |
| 19  | LSG IntelliMagic                  | 7 | 4 | 0 | 3 | 8   |
| 20  | SG Riehen                         | 7 | 3 | 2 | 2 | 8   |
| 21  | Cheddleton & Leek Chess Club      | 7 | 4 | 0 | 3 | 8   |
| 22  | OŠK Paraćin                       | 7 | 3 | 2 | 2 | 8   |
| 23  | Jelica Goračići                   | 7 | 4 | 0 | 3 | 8   |
| 24  | KSK 47 Eynatten                   | 7 | 3 | 2 | 2 | 8   |
| 25  | SK Rockaden Stockholm             | 7 | 4 | 0 | 3 | 8   |
| 26  | The Smashing Pawns Bieles         | 7 | 4 | 0 | 3 | 8   |
| 27  | CȘM Baia Mare                     | 7 | 3 | 1 | 3 | 7   |
| 28  | Gambit-Aseko Skopje               | 7 | 3 | 1 | 3 | 7   |
| 29  | Vålerenga SK                      | 7 | 2 | 3 | 2 | 7   |
| 30  | Sissa Groningen                   | 7 | 3 | 1 | 3 | 7   |
| 31  | SC MPÖ Maria Saal                 | 7 | 3 | 1 | 3 | 7   |
| 32  | Brønshøj SF                       | 7 | 2 | 3 | 2 | 7   |
| 33  | Salon SK                          | 7 | 3 | 1 | 3 | 7   |
| 34  | Tammer-Shakki                     | 7 | 3 | 1 | 3 | 7   |
| 35  | Perfect                           | 7 | 3 | 1 | 3 | 7   |
| 36  | Itaka Belgrad                     | 7 | 2 | 2 | 3 | 6   |
| 37  | K Gentse SRL                      | 7 | 3 | 0 | 4 | 6   |
| 38  | Oslo SS                           | 7 | 3 | 0 | 4 | 6   |
| 39  | SK Nordkalotten                   | 7 | 3 | 0 | 4 | 6   |
| 40  | SC En Passant                     | 7 | 2 | 2 | 3 | 6   |
| 41  | CE Fontainois                     | 7 | 3 | 0 | 4 | 6   |
| 42  | SA Chania                         | 7 | 2 | 2 | 3 | 6   |
| 43  | KSK Rochade Eupen-Kelmis          | 7 | 2 | 2 | 3 | 6   |
| 44  | ŠK Modra                          | 7 | 2 | 2 | 3 | 6   |
| 45  | Kennemer Combinatie               | 7 | 2 | 2 | 3 | 6   |
| 46  | Gonzaga Chess Club                | 7 | 3 | 0 | 4 | 6   |
| 47  | SF Berlin 1903                    | 7 | 1 | 3 | 3 | 5   |
| 48  | Team Nordea Skanderborg           | 7 | 1 | 3 | 3 | 5   |
| 49  | Schakklubben av 1911              | 7 | 2 | 1 | 4 | 5   |
| 50  | CE Genève                         | 7 | 2 | 1 | 4 | 5   |
| 51  | Gambit Bonnevoie                  | 7 | 2 | 1 | 4 | 5   |
| 52  | Abergavenny Chess Club            | 7 | 2 | 1 | 4 | 5   |
| 53  | Ežerėlio vaivorykštė Kowno        | 7 | 2 | 0 | 5 | 4   |
| 54  | DLF Steinitz Roma                 | 7 | 2 | 0 | 5 | 4   |
| 55  | CE Monte-Carlo                    | 7 | 2 | 0 | 5 | 4   |
| 56  | White Rose Chess Club             | 7 | 2 | 0 | 5 | 4   |
| 57  | Trinity College Dublin Chess Club | 7 | 2 | 0 | 5 | 4   |
| 58  | Edinburgh Chess Club              | 7 | 1 | 1 | 5 | 3   |
| 59  | De Sprénger Echternach            | 7 | 1 | 1 | 5 | 3   |
| 60  | Hatay Büyükşehir Belediyespor     | 7 | 1 | 1 | 5 | 3   |
| 61  | Butrinti Saranda                  | 7 | 0 | 2 | 5 | 2   |
| 62  | Cardigan Chess Club               | 7 | 0 | 1 | 6 | 1   |